# Hakubun Shimomura
Hakubun Shimomura (下村 博文, Shimomura Hakubun), né le 23 mai 1954 est un homme politique japonais, ancien ministre de l'Éducation, de la Culture, des Sports, des Sciences et de la Technologie (du 26 décembre 2012 au 25 septembre 2015) et ancien ministre responsable des Jeux olympiques et paralympiques de 2020 (du 13 septembre 2013 au 25 septembre 2015). Il est membre du Parti libéral-démocrate (PLD).

## Biographie

### Jeunesse et études
Hakubun Shimomura naît à Takasaki (préfecture de Gumma), dans une famille pauvre. Il réussit à être admis à l’université Waseda, où il suit une licence de pédagogie. Il fait alors partie du club de débats et d'éloquence. Pendant ses études, il gère un juku (une école de cours du soir). Il obtient son diplôme en 1978.

### Parcours professionnel
De 1989 à 1996, il a été Conseiller métropolitain de Tokyo pour l'arrondissement d'Itabashi. En 1996, il est élu pour la première fois à la Chambre des représentants pour le 11e district de Tokyo, sous les couleurs du Parti libéral-démocrate (PLD), grand parti dominant la vie politique japonaise depuis sa création en 1955. Il adhère à l'une des plus importantes factions internes du parti, le Conseil pour la nouvelle politique (清和政策研究会, Seiwa Seisaku Kenkyūkai), ou Seiwakai (清和会).
Il est membre du gouvernement, sans faire partie du Cabinet, en tant que secrétaire parlementaire auprès du ministre de la Justice Mayumi Moriyama du 8 janvier au 30 septembre 2002, dans le premier gouvernement de Jun'ichirō Koizumi. Il est ensuite l'un des Secrétaires généraux adjoints du premier Cabinet de Shinzō Abe du 26 septembre 2006 au 27 août 2007, chargé tout particulièrement des affaires politiques et des relations avec la Chambre des représentants. Il est ensuite président de la commission des affaires judiciaires de la Chambre des représentants de 2007 à 2008.
Le 26 décembre 2012, il est devenu ministre de l'Éducation, de la Culture, des Sports, des Sciences et de la Technologie et chargé de la Réhabilitation de l'éducation dans le second cabinet de Shinzō Abe, dont il est un des plus fervents partisans.
Le 24 septembre 2015, un comité indépendant a déclaré Hakubun Shimomura partiellement responsable de la mauvaise organisation des Jeux olympiques d'été de 2020 à Tokyo, en particulier de leur dépassement budgétaire, et il a offert sa démission au premier ministre le lendemain.
Lors des élections législatives du 27 octobre 2024, il perd son siège dans le onzième district électoral de Tokyo.
Hakubun Shimomura est président du Groupe parlementaire japonais de soutien au Tibet de décembre 2016 jusqu'à décembre 2024.

## Idées politiques

### Révisionnisme historique
Comme quinze des dix-huit membres du Cabinet de Shinzo Abe (dont le Premier ministre lui-même), Shimomura est "membre du Groupe de discussion sur le Nippon Kaigi à la Diète, affilié au Nippon Kaigi (Japan Conference), la principale organisation d'extrême droite au Japon",. Secrétaire général de ce Groupe de discussion, il milite ouvertement pour l'ensemble de ses missions, en particulier en matière de révisionnisme historique:
- milite pour la négation des crimes de guerre japonais et la révision des conclusions des Procès de Tokyo[12]. Il est connu pour ses positions controversées sur les femmes de confort. D’après lui, l’armée japonaise n’est pas intervenue dans le recrutement d'esclaves sexuelles à travers l'Asie pour ses bordels pendant la Seconde Guerre mondiale[13].
- milite pour une éducation patriotique et une révision des textes scolaires, et contre une "vue masochiste de l'histoire"[10]. Il a également déclaré que les 67 années qui ont suivi la défaite du Japon en 1945 représentent une « histoire de destruction du Japon »[14] et qu'elles ont vu un déclin des valeurs morales de la population[15].
- milite pour les visites du controversé sanctuaire Yasukuni[16]. Selon ses dires, Shimomura est un visiteur régulier.
- milite pour la revendication de territoires disputés avec les nations voisines. Shimomura est aussi actif dans la controverse des îles Senkaku. Il fit partie d’une flottille de parlementaires japonais qui s’approcha des îles en juin 2012[17].

### Autres
Shimomura est par ailleurs un opposant déclaré à l’accès des femmes au trône du Japon.
En matière de politique étrangère, après avoir rencontré le dalaï-lama, Shimomura s’est prononcé en faveur d'un rôle plus actif du Japon pour la défense des droits de l'homme au Tibet.
Shimomura considère que le tremblement de terre du 11 mars 2011 est un signe divin qui montre qu’il faut changer le Japon, autrement menacé de perdition.
Pour Shimomura, le Japon devrait relancer les centrales nucléaires éteintes après l'accident de Fukushima en mars 2011, si l'absence de risques est établie, afin que des activités économiques ne soient pas délocalisées hors du pays.
En avril 2018, Shimomura décrit comme un "quasi-crime" l'enregistrement audio secret effectué par une journaliste se disant victime de harcèlement sexuel par une de ses sources, un fonctionnaire important du Ministère des finances.

## Œuvre
- Kyoiku Toshi ga Nihon o Kaeru (Investir dans l’éducation va changer le Japon) (PHP Institute Inc., mai 2016). Shimomura a été critiqué pour avoir organisé l'achat massif de ce livre avec ses subsides politiques, ce qui aurait altérè son rang au palmarès des meilleures ventes[22].